# Damian Zimoń
Damian Zimoń (ur. 25 października 1934 w Niedobczycach) – polski duchowny rzymskokatolicki, doktor nauk teologicznych w zakresie liturgiki, biskup diecezjalny katowicki w latach 1985–2011 (od 1992 arcybiskup metropolita katowicki), od 2011 arcybiskup senior archidiecezji katowickiej.

## Życiorys
Urodził się 25 października 1934 w Niedobczycach. W latach 1948–1952 kształcił się w Państwowym Liceum w Rybniku, uzyskując w 1952 świadectwo dojrzałości. W latach 1952–1957 odbył studia filozoficzno-teologiczne w Wyższym Śląskim Seminarium Duchownym w Krakowie. Święceń prezbiteratu udzielił mu 21 grudnia 1957 w Katowicach miejscowy biskup pomocniczy Juliusz Bieniek. Magisterium uzyskał w 1971 na Wydziale Teologicznym Katolickiego Uniwersytetu Lubelskiego. Licencjat z teologii w zakresie liturgiki otrzymał w 1973 na Papieskim Wydziale Teologicznym w Krakowie. Tamże w 1977 na podstawie dysertacji Uczestnictwo wiernych we Mszy św. na ziemiach polskich w XIX wieku w świetle modlitewników i podręczników liturgicznych. Studium historyczno-liturgiczne uzyskał doktorat z nauk teologicznych w zakresie liturgiki, praca powstała pod kierunkiem ks. Wacława Schenka.
Pracował jako wikariusz w parafiach: św. Marii Magdaleny w Tychach (1958–1962), Narodzenia Najświętszej Maryi Panny w Pszowie (1962–1966), Świętych Apostołów Piotra i Pawła w Katowicach (1966–1967). W latach 1967–1969 był wikariuszem adiutorem, a w latach 1975–1985 proboszczem w parafii Niepokalanego Poczęcia Najświętszej Maryi Panny w Katowicach. Równocześnie w latach 1975–1982 pełnił funkcję dziekana dekanatu Katowice-Północ. W 1970 został powołany w skład diecezjalnej rady pastoralnej, a w 1975 diecezjalnej komisji „Pro Disciplina Seminarii”. W latach 1976–1985 był przewodniczącym diecezjalnej komisji liturgicznej. Pełnił funkcję sekretarza diecezjalnej rady kapłańskiej. Brał udział w pracach I Synodu Diecezji Katowickiej (1972–1975), zasiadając w komisjach liturgicznej i doktrynalnej. Reprezentował diecezję katowicką na Synodzie Prowincjalnym Krakowskiej Prowincji Kościelnej. Został członkiem Komisji Episkopatu Polski ds. Środków Społecznego Przekazu i ds. Duchowieństwa. W 1974 wszedł w skład kolegium redakcyjnego „Gościa Niedzielnego”.
W latach 1969–1975 sprawował urząd wicerektora Wyższego Śląskiego Seminarium Duchownego w Krakowie. Podjął wykłady z liturgiki i środków społecznego przekazu w Wyższym Śląskim Seminarium Duchownym w Krakowie oraz w Diecezjalnym Studium Pastoralnym, Diecezjalnym Studium Teologicznym i Diecezjalnym Studium Katechetycznym. Został również wykładowcą na Wydziale Teologicznym Uniwersytetu Śląskiego.
3 czerwca 1985 został prekonizowany biskupem diecezjalnym diecezji katowickiej. 18 czerwca 1985 kanonicznie objął diecezję. Święcenia biskupie otrzymał 29 czerwca 1985 w katedrze Chrystusa Króla w Katowicach. Udzielił mu ich kardynał Józef Glemp, prymas Polski, w asyście kardynała Franciszka Macharskiego, arcybiskupa metropolity krakowskiego, Jerzego Stroby, arcybiskupa metropolity poznańskiego, i Józefa Kurpasa, biskupa pomocniczego katowickiego. 30 czerwca 1985 odbył ingres do kościoła katedralnego. Jako dewizę biskupią przyjął słowa „Praedicamus Christum Crucifixum” (Głosimy Chrystusa Ukrzyżowanego). 25 marca 1992, w związku z reorganizacją podziału administracyjnego Kościoła katolickiego w Polsce, w wyniku której utworzona została metropolia katowicka, został ustanowiony jej metropolitą. Paliusz metropolitalny odebrał 29 czerwca 1992 w bazylice św. Piotra w Rzymie. W 1993 założył Studium Katolickiej Nauki Społecznej i Archidiecezjalne Kolegium Teologiczne. W 1989 reaktywował diecezjalny oddział Caritas. Utworzył Katolickie Stowarzyszenie Młodzieży i Radio Archidiecezji Katowickiej. W 1994 przeprowadził Archidiecezjalny Kongres Trzeźwości. Przyczynił się do założenia Wydziału Teologicznego Uniwersytetu Śląskiego (został jego wielkim kanclerzem) oraz do przeniesienia seminarium duchownego z Krakowa do Katowic. Zaangażował się w wybudowanie Domu Świętego Józefa w Katowicach dla księży emerytów z archidiecezji katowickiej. Popierał ośrodki edukacji młodzieży Kana, a także utworzył system funduszu stypendialnego dla młodzieży. W 1994 ufundował doroczną nagrodę Lux ex Silesia. 29 października 2011 papież Benedykt XVI przyjął jego rezygnację z obowiązków arcybiskupa metropolity katowickiego.
W Konferencji Episkopatu Polski był członkiem Rady Głównej (od 1996 Rady Stałej). Pełnił funkcję przewodniczącego Komisji Duszpasterstwa Ogólnego (1989–2006), a także podjął obowiązki opiekuna Duszpasterstwa Głuchych w Polsce. Wszedł w skład Komisji ds. Duszpasterstwa Ludzi Pracy, Komisji Duchowieństwa, Komisji ds. kontaktów z Episkopatem Niemiec i Rady ds. Ekumenizmu. Uczestniczył w pracach Komisji Głównej II Ogólnopolskiego Synodu Plenarnego i Krajowego Komitetu Obchodów Wielkiego Jubileuszu 2000. W 1994 z nominacji papieża Jana Pawła II brał udział w IX Synodzie Biskupów w Rzymie, obradującego nad sprawami życia konsekrowanego i jego posłannictwa w Kościele i świecie.
Konsekrował biskupów pomocniczych katowickich: Gerarda Bernackiego (1988), Stefana Cichego (1998) i Józefa Kupnego (2006). Był współkonsekratorem podczas sakr biskupa pomocniczego warszawskiego Józefa Zawitkowskiego (1990), biskupa diecezjalnego opolskiego Andrzeja Czai (2009) oraz biskupów pomocniczych katowickich: Marka Szkudły (2015), Adama Wodarczyka (2015) i Grzegorza Olszowskiego (2018).

## Odznaczenia i wyróżnienia
W 2002 odebrał Wielki Krzyż Pro Piis Meritis zakonu maltańskiego. W zakonie bożogrobców otrzymał rangę Komandora z Gwiazdą.
Przyznano mu honorowe obywatelstwo: Rybnika (2000), Chorzowa (2004), Tychów (2004), Piekar Śląskich (2005), Katowic (2011) i Rudy Śląskiej (2011). W 2011 otrzymał Złotą Odznakę Honorową za Zasługi dla Województwa Śląskiego.
W 2007 nadano mu tytuł doktora honoris causa Uniwersytetu Śląskiego. W 2017 otrzymał medal Bene Merenti Polskiego Towarzystwa Teologicznego.
W 2003 został honorowym członkiem katowickiego Klubu Inteligencji Katolickiej. W 2008 otrzymał Honorowe Wyróżnienie „Niezawodnemu Przyjacielowi” Związku Harcerstwa Polskiego, a w 2012 odznakę Adwokatura Zasłużonym. Został uhonorowany szeregiem regionalnych wyróżnień: Nagrodą im. Karola Miarki (1999), Śląską Nagrodą im. Juliusza Ligonia (2002), tytułem Honorowego Ślązaka Roku (2003), Nagrodą im. Wojciecha Korfantego nadaną przez Związek Górnośląski (2003), Śląskim Szmaragdem (2004), nagrodą Ślązaczki (2005), Złotą Lampką Górniczą (2009) i Nagrodą im. bł. ks. Emila Szramka (2011).